# Mariusz Sordyl

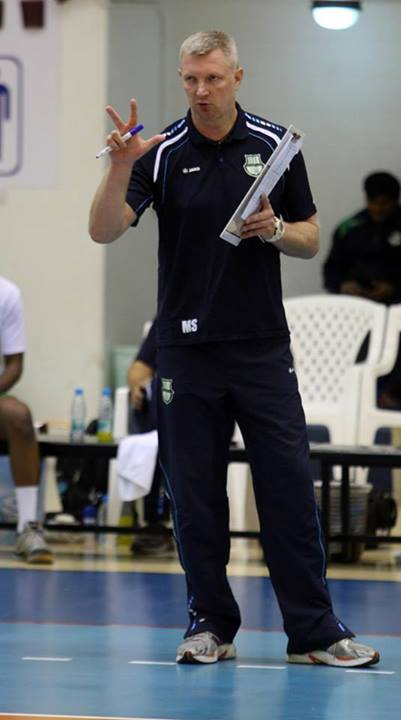
Mariusz Sordyl trenerem Al Ahli Ad-Dauha

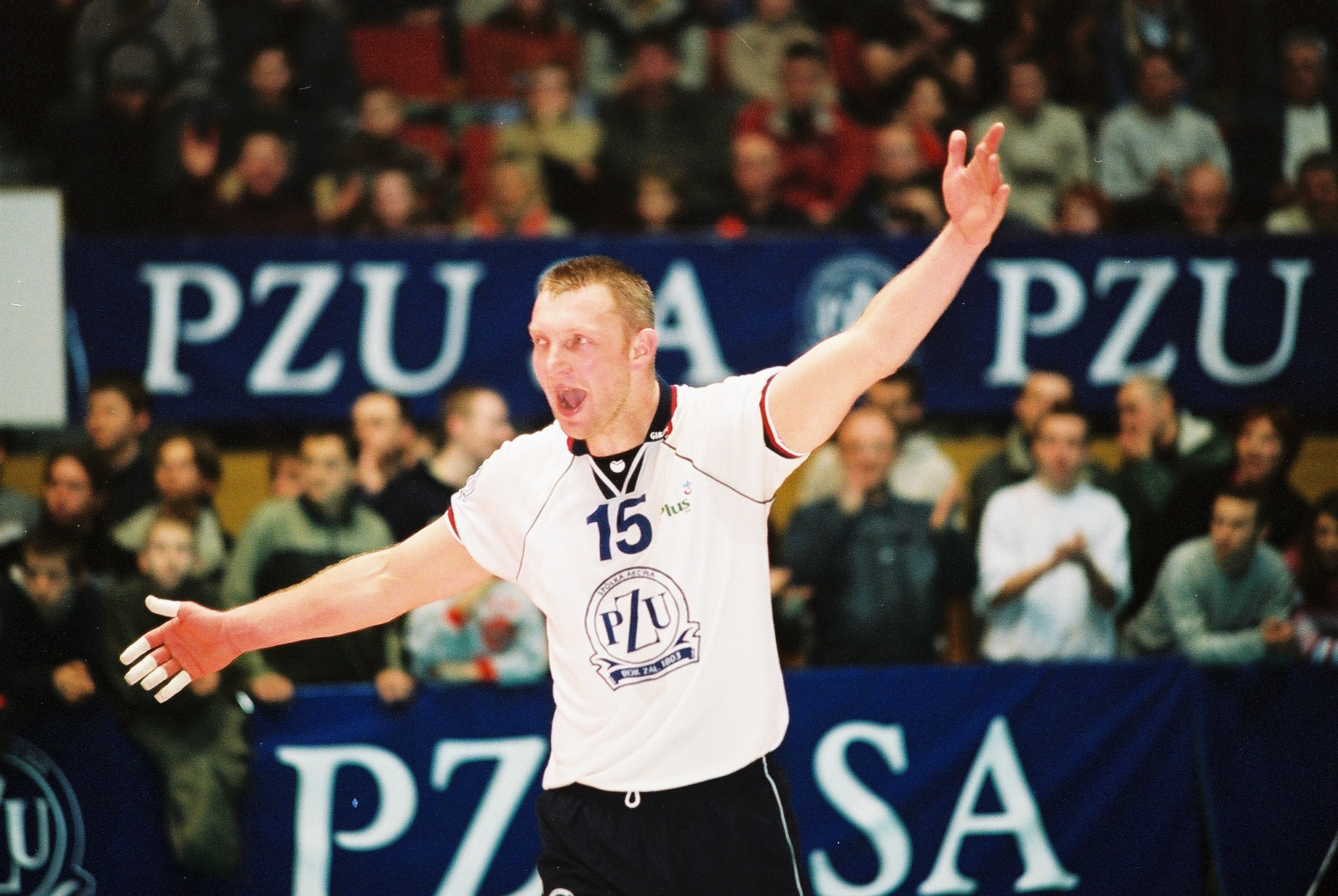
Mariusz Sordyl zawodnikiem AZS-u Olsztyn

Mariusz Sordyl (ur. 27 listopada 1969 w Wadowicach) – polski siatkarz, grający w przeszłości na pozycji atakującego, przyjmującego i rozgrywającego, w latach 1989–1995 145-krotny reprezentant Polski, od 2017 roku był trenerem Reprezentacji Polski juniorów oraz od listopada 2018 roku prowadził turecki klub Fenerbahçe SK.

## Przebieg kariery
| Jako siatkarz                       | Jako siatkarz                 | Jako siatkarz | Jako siatkarz | Jako siatkarz | Jako siatkarz | Jako siatkarz | Jako siatkarz | Jako siatkarz | Jako siatkarz | Jako siatkarz |
| Lata                                | Klub                          |               |               |               |               |               |               |               |               |               |
| ----------------------------------- | ----------------------------- | ------------- | ------------- | ------------- | ------------- | ------------- | ------------- | ------------- | ------------- | ------------- |
| 1985–1989                           | Beskid Andrychów              |               |               |               |               |               |               |               |               |               |
| 1989–1990                           | Resovia Rzeszów               |               |               |               |               |               |               |               |               |               |
| 1990–1992                           | AZS Olsztyn                   |               |               |               |               |               |               |               |               |               |
| 1992–1993                           | ASUL Lyon Volley              |               |               |               |               |               |               |               |               |               |
| 1993–1994                           | Tourcoing LM                  |               |               |               |               |               |               |               |               |               |
| 1994–1995                           | SKF Legia Warszawa            |               |               |               |               |               |               |               |               |               |
| 1995–1997                           | Avignon VB                    |               |               |               |               |               |               |               |               |               |
| 1997–1998                           | AZS Olsztyn                   |               |               |               |               |               |               |               |               |               |
| 1998–2000                           | ASPTT Strasburg               |               |               |               |               |               |               |               |               |               |
| 2000–2002                           | Stolarka Wołomin              |               |               |               |               |               |               |               |               |               |
| 2002–2004                           | AZS Olsztyn                   |               |               |               |               |               |               |               |               |               |
| Jako trener                         |                               |               |               |               |               |               |               |               |               |               |
| 2005–2008 (od 12.2005) (do 03.2008) | AZS Olsztyn (II trener)       |               |               |               |               |               |               |               |               |               |
| 2008–2010 (od 03.2008) (do 11.2010) | AZS Olsztyn                   |               |               |               |               |               |               |               |               |               |
| 2011                                | Reprezentacja Polski Juniorów |               |               |               |               |               |               |               |               |               |
| 2011–2013                           | Remat Zalău                   |               |               |               |               |               |               |               |               |               |
| 2012                                | Rumunia                       |               |               |               |               |               |               |               |               |               |
| 2013–2017                           | Al Ahli Ad-Dauha              |               |               |               |               |               |               |               |               |               |
| 2018–2019                           | Reprezentacja Polski Juniorów |               |               |               |               |               |               |               |               |               |
| 2018 (do 11.2018)                   | Jeopark Kula Belediyespor     |               |               |               |               |               |               |               |               |               |
| 2018–2020 (od 29.11.2018)           | Fenerbahçe SK                 |               |               |               |               |               |               |               |               |               |
| 2021–2023                           | Epicentr-Podolany Horodok     |               |               |               |               |               |               |               |               |               |
| 2024–                               | Trefl Gdańsk                  |               |               |               |               |               |               |               |               |               |

## Sukcesy zawodnicze

### klubowe

#### juniorskie
Mistrzostwa Polski Juniorów:
- 1988

#### seniorskie
Puchar Polski:
- 1991, 1992, 1995

Liga polska:
- 1991, 1992
- 2004

### reprezentacyjne
Letnia Uniwersjada:
- 1991
- 1993

## Sukcesy trenerskie

### klubowe

#### jako II trener
Liga polska:
- 2006, 2007

#### jako I trener
Liga polska:
- 2008

Puchar Rumunii:
- 2012

Liga rumuńska:
- 2012
- 2013

Puchar Turcji:
- 2019

Liga turecka:
- 2019

Liga ukraińska:
- 2022[5]
- 2023[6]

Puchar Ligi Ukraińskiej:
- 2022[7]

## Nagrody i wyróżnienia
- 1992: Najlepszy siatkarz w Plebiscycie Przeglądu Sportowego